# Spolno nasilje
V splošnem bi lahko spolno nasilje opredelili kot nezaželeno dejanje ali poskus dejanja (nad drugo osebo), ki bolj ali manj neposredno namiguje na spolnost. Pojavlja se v različnih oblikah in v različnih okoliščinah. Osebe, ki so vanj udeležene, so lahko v različnih medsebojnih odnosih (znanci ali neznanci, zakonci, sorodniki...).

## Opredelitev spolnega nasilja
Ukrepi zoper spolno nasilje so odvisni od načina, kako ga definiramo. Pri tem so ključne tri ravni, področja:
- legalna opredelitev se nanaša na to, katera vedenja klasificiramo pod spolno nasilje
- raziskovalne opredelitve zajemajo konceptualno delo in pridobivanje empiričnih podatkov s področja dejavnikov, ki povzročijo spolno nasilje, in tega, kakšna je prevalenca spolnega nasilja
- kaj se v vsakodnevni praksi označi za spolno nasilje in kako so dodeljene vloge »akterja nasilja (nasilneža)« in »žrtve«

V zadnjem času postajajo definicije vse manj vezane na spol. V preteklosti namreč je bila v vlogi žrtve spolnega nasilja zaznana predvsem ženska, sedaj se ta vloga vse bolj pripisuje tudi moškim. Enako je lahko akter nasilja tako moški kot ženska. Še ena novost, ki se je v zakonskih aktih opredeljena kot spolno nasilje, je tudi nasilje znotraj zakona (poroke). Razlike v definicijah otežujejo primerjavo izsledkov študij z različnih področjih.
Vzpostaviti način beleženja oziroma merjenja spolnega nasilja otežuje več dejavnikov. Med njimi izstopata nasilje doma in dejstvo, da se zabeležijo samo akti (dejanja), s katerimi pride v stik policija, medtem naj bi samoprijave kazale realnejšo sliko. Težava je v tem, da osebe pogosto ne vedo, da se nad njimi izvaja spolno nasilje, predvsem, če so deležne njegovih »lažjih« oblik ali pa se dejanje bojijo prijaviti zaradi strahu pred nasilnežem (predvsem, če sta v medsebojnem odnosu – zakonca, sorodnika, znanca...), zaradi občutkov krivde ali sramu

### Oblike spolnega nasilja
Spolno nasilje se kaže v več oblikah. Vsem oblikam je skupno to, da je oseba vanje vključena neprostovoljno. Oseba, ki je žrtev nasilja, lahko v dejanje sicer privoli, a to stori pod prisilo. Možno je tudi, da se žrtev nasilja izvajalcu nasilja ne upira, saj je lahko zanjo v aktu nasilja varneje, če nanj (čeprav le navidezno) pristane. Zato se pri presojanju, ali je neko dejanje nasilje, opremo predvsem na to, če se pri žrtvi pojavi občutek, da je njeno telo le sredstvo za zadovoljitev potreb druge osebe. Sočasno oseba oceni/zazna, da je njena pravica odločanja o lastnem telesu omejena ali da je druga oseba z (nasilnim) dejanjem posegla v njeno identiteto.
Poleg tega, da se spolno nasilje pojavlja v več oblikah, se pojavlja v različnih oblikah in v različnih okoliščinah. Najbolj znana oblika je posilstvo. Sem prištevamo posilstvo znotraj zakona, posilstvo s strani tujcev, sistematično posiljevanje tekom oboroženih spopadov. Tudi poskus posilstva je oblika spolnega nasilja. Druge oblike so še nezaželeno osvajanje, zahtevanje spolnega stika v zameno za usluge, spolna zloraba otrok in oseb z motnjo v telesnem razvoju ali oseb z duševno motnjo, siljenje v poroko ali sobivanje, prepoved uporabe kontracepcije ali drugih sredstev za obrambo pred spolno prenosljivimi boleznimi, siljenje v splav(itev), nasilje nad integriteto ženske (poškodovanje spolnih organov, obvezno preverjanje devičnosti) in siljenje v prostitucijo ter trgovanje z ljudmi za namene spolnosti.
Poleg navedenega so oblike spolnega nasilja lahko tudi »milejše«, zato jih pogosto lahko spregledamo. Nekateri primeri so nezaželeno dotikanje, ščipanje, nezaželena pisma, telefonski klici, darila, ki kažejo namigujejo na spolnost, nezaželeno vabljenje na zmenke, nezaželene šale o spolnosti ali temu podobna vprašanja, žvižganje za kom, nazivanje nekoga z neprimernimi vzdevki (ki namigujejo na spolnost), osebna vprašanja o spolnem življenju (spraševanje po izkušnjah, fantazijah...), opazke, ki se nanašajo na spolnost in os vezane na oblačila, telo ali izgled osebe, uporaba mimike (obrazne in telesne), ki namihuje na spolnost (npr. mežikanje, pošiljanje poljubov, izvajanje gest s spolno vsebino).

## Vzroki za spolno nasilje
Vzroki za spolno nasilje so lahko na makro ali na individualnem nivoju. Prvi se osredotoča pretežno na splošne okoliščine oziroma pogoje, ki vplivajo na spolno nasilje, medtem ko individualni pristop posveča več pozornosti dejavnikom znotraj osebe, ki botrujejo k spolnemu nasilju. Makro nivo zajema evolucijski in sociokulturni pristop. Prvi poskuša razložiti pojav spolnega nasilja z biološkimi vzroki. Pri tem si pomaga s tem, da poskuša spolno nasilje vmestiti v razvojno zgodovino človeške vrste. Sociokulturni pristop, nasprotno, skuša opozoriti na razmere, ki omogočajo nastanek in vztrajanje spolnega nasilja.
Evolucijski (imenovan tudi sociobiološki) pristop predpostavlja, da se je tekom razvoja človeške vrste razvila tudi nagnjenost moških k uporabi moči v vzpostavljanju spolnega stika. Pri tem je pomembno, kakšno funkcijo ima določeno vedenje. Lahko služi za ohranitev vrste ali za ohranitev posameznika (ki vedenje izvaja). Z ozirom na to bi posilstvo, kot eno od oblik spolnega nasilja, razložili kot poskus akterja nasilja povečati možnost predati svoje gene prihodnjim generacijam. Šlo bi naj torej za prilagoditveno strategijo ohranjanja svojih genov. Druga možna (socio)biološka oziroma evolucijska razlaga bi bila, da je spolno nasilje posledica intenzivnega spolnega gona moških.
Sociokulturni pristop poudarja način, kako je strukturirana družba oziroma natančneje, kako so znotraj nje opredeljeni odnosi med spoloma. 
Ob vsem je potrebno upoštevati, da se različni pristopi med seboj dopolnjujejo, nepravilno bi bilo trditi, da en drugega izključuje.
Še en pristop, ki pojasnjuje pojav spolnega nasilja, je usmerjen na posameznika. Pri tem je pomemben fiziološki odziv posameznika na vzburjajoči dražljaj. Pomembno je, kako dobro ga posameznik uspe nadzirati in kako dobro je sposoben nadzirati odziv nanj. Na pojav spolne nasilnosti vplivajo tudi posameznikove misli, spoznavni sistem (kognicija): prepričanja in verjetja (predvsem v odnosu do posilstva, žensk in razmerij med spoloma na splošno, do nasilja, seksualnosti, »moškosti« in žrtev nasilja), znanje o posilstvu, zaznavanje komunikacij s strani žensk, »prisilne spolne fantazije«, samogovor, avtomatične misli, povezane s spolno vsebino. K pojavnosti nasilja vplivata še pomanjkanje nadzora impulzov in izkušnje socializacije ter osebnostne poteze. Med vsemi navedenimi elementi obstaja interakcija.

## Posledice spolnega nasilja
Učinek spolnega nasilja se odraža na več področjih, njegove posledice so raznolike. Lahko so čisto telesne narave (nosečnost, ginekološki zapleti, spolno prenosljive bolezni, drugi telesni zapleti), lahko pa se odražajo še na drugih nivojih. Žrtve lahko razvijejo postravmatsko stresno motnjo, depresijo, težave s spanjem, vedenjem. Nekatere med njimi poskusijo storiti samomor. Pogosto se pojavi umik iz medosebnih odnosov.
Neposredno po napadu je žrtev lahko v šoku, lahko se pojavijo strah ali jeza, zmedenost, nenavadno vedenje (smeh, zbijanje šal), nemir... Žrtvi je lahko slabo ali bruha, je nemirna in ne more obstati. Opazimo lahko fizične poškodbe kot so praske, raztrganine, modrice... Včasih se zgodi, da žrtev ne kaže nobenih znakov.
Ko od napada mine nekaj časa, lahko žrtev občuti sram, krivdo, se samoobtožuje. Pojavi se lahko splošen strah pred različnimi okoliščinami (ostati sama doma, pred neznanci...). Žrtev se začne umikati vase, postajati otopela, izogiba se stikom, njeno zaupanje v ljudi se zmanjša. Včasih lahko podoživlja spolni napad ali zanika, da se je zgodil. Delovna storilnost žrtve upade, lahko se pojavijo težave s spominom.
Poleg omenjenih posledic se pogosto zgodi, da so žrtve ponovno viktimizirane zaradi odziva okolja. Pojavljajo se predvsem dvomi v slučajnost vpletenosti v dogodek v vlogi žrtve (npr.). To je pogosto prepričanje v povezavi s spolnim nasiljem, ki se odrazi v obliki mita, da je »žrtev sama prosila za to ali si je to zaslužila«. Podobni miti so še: »ženske uživajo, si ga želijo«, »to se dogaja določenemu tipu žensk, v določenih družinah«, »lažejo, pretiravajo«, »če bi se uprle, bi lahko preprečile«, »moški, ki to storijo, so bolni, pod stresom, brez kontrole«. Fank in M. Štirn (), (str. 4-7) navajajo še naslednje mite: »spolni napad je dejanje strasti in poželenja«, »nevarni so neznani moški, ki žrtev najpogosteje napadejo ponoči, v temni, samotni ulici«, »žrtev spolnega napada so samo mlade, privlačne ženske«, »moški ne more biti spolno napaden«, »žrtve izzivajo strorilca z izzivalnim načinom oblačenja in sploh z zapeljevanjem«, »mož ne more posiliti svoje žene«, »spolna zloraba je enkraten pojav«, »za spolno zlorabo otroka gre samo pri spolnem odnosu med odraslim in otrokom«, »kot storilci spolne zlorabe otrok so najbolj nevarni neznani moški«, »žrtve spolne zlorabe so najpogosteje mladoletna dekleta, ki so že spolno privlačna«, »spolna zloraba otrok se dogaja v revnih in problematičnih družinah«, »otroci o spolni zlorabi lažejo ali pa so njihove izjave plod domišljije«, »če bi bil otrok spolno zlorabljen, bi o tem gotovo komu povedal«, »oseba, ki je žrtev spolnega napada, bo »iz sebe«, bo pretresena, histerična«...

## Nasilje nad pripadniki moškega spola
Ženske in moški se razlikujejo glede na: prevladujoče oblike prisile v spolno dejanje (ženske uporabljajo predvsem verbalno prisilo, moški se bolj poslužujejo fizične moči), oblike spolnega nasilja, ki so jim podvržene njihove žrtve, in glede na stopnjo, do katere so žrtve travmatizirane zaradi izkušnje nasilja (npr.,).
Literatura obravnava nasilje nad moškimi predvsem v povezavi z vojnimi konflikti, vendar ne smemo posplošiti na to, da se dogaja izključno tam (tudi doma, v šoli, na delovnem mestu...).) Pojavi se lahko v katerem koli kulturnem okolju in vrsti spopada (državljanjska vojna, lokalizirani konflikti...), v zaporih in policijskem priporu., Oblike nasilja, ki se najpogosteje pojavljajo so: posilstvo, siljenje v posilstvo, spolno mučenje, ponižanje in spolno suženjstvo, iznakaženje genitalij, prisilni incest. Spolno nasilje nad moškimi je predvsem način, kako nekatere moške podrediti drugim, izkazati moč nad njimi in jih ponižati. Čeprav je prisotnost nasilja nad pripadniki moškega spola poznana problematika, je zelo malo raziskan namen in narava tovrstnega nasilja ter posledice, ki jih pušča na svojih žrtvah.   .